# Sidonie Baba
Pour les articles homonymes, voir Baba.
Sidonie Baba, de son vrai nom Ève Solange Terrasson-Duvernon, née le 29 juin 1905 à Remiremont dans les Vosges et morte le 12 janvier 1973 à l’Hôtel-Dieu de Paris, est une chanteuse de music-hall et de cabaret, journaliste et poète française.

## Biographie
Solange Duvernon est la fille d’Alphonse Raoul Terrasson-Duvernon, peintre, et de Marthe Chevalier, professeur de piano. Elle est la sœur du commandant Terrasson-Duvernon, qui participa au maquis français. Elle épousera un certain Boris Michel Zilioff. 
Montée à Paris très jeune, Solange Duvernon tente de commencer une carrière de comédienne. Elle se fera ainsi recommander auprès du comédien et directeur de théâtre français, André Antoine. Elle commence par écrire et faire jouer un conte lyrique, Les deux fous, en 1926. C’est sans doute à cette époque qu’elle commence à fréquenter les milieux littéraires et artistiques. En 1928 elle débute dans le journalisme, à L’Intransigeant, grâce à Paul Bourget; la même année, elle publie chez l’éditeur Maurice Sénac un recueil de poèmes intitulé Entre Quatre Murs, préfacé par Joseph Delteil. Le recueil restera confidentiel, tiré seulement à 350 exemplaires. Ce recueil annonce en page de garde la préparation de deux autres recueils ainsi que de deux nouvelles dont on n’a plus aujourd’hui de trace. Ces projets n’ont peut-être pas été achevés, ou se sont peut-être retrouvés insérés dans les deux autres recueils que Solange publiera ensuite. Solange écrit également des articles dans le journal L'Opinion.
Parallèlement, Solange Duvernon se lance dans la chanson populaire et se produit dans plusieurs cabarets, au « Jockey » à Montparnasse et chez Suzy Solidor, rue Sainte-Anne au côté d'une autre Lorraine Marianne Oswald. Solange se fait un certain renom, puisqu'en 1931 on l’a retrouve en couverture de la revue Midinette, sorte de revue légère illustrée mêlant questions de mode et actualités. En 1932, elle fait jouer sa première pièce, Le marchand d’idées.
Sa carrière de chanteuse se poursuit, et le 8 décembre 1934, elle est à l’affiche d’une opérette dirigée par Vincent Scotto et écrite par René Sarvil, jouée à l’Alcazar, sous le pseudonyme de Sidonie Baba.
À partir de 1935, et surtout en 1936, elle écrit de nombreux articles pour deux magazines, Bagatelle et Le Sourire. 
Dans Le Sourire, revue érotique et culturelle, Solange commence par livrer de petites nouvelles, anecdotes romancées et satires de la vie mondaine. Début 1936, elle commence une série de nouvelles avec pour personnage central sa « tante Sidonie ». En 1937, paraît un autre recueil de poèmes, Missel Profane, préfacé par Léon-Paul Fargue. Ce recueil est également tiré à 350 exemplaires.
Entre-temps Sidonie a ouvert son propre cabaret, « L’Heureuse Galère », situé 32 rue Sainte-Anne. C’est sans doute au cours de cette période qu’elle rencontre diverses personnalités féminines. Introduite par la célèbre chanteuse Yvette Guilbert qui sera sa marraine, Solange fréquente l’écrivain Rachilde, la reporter globe-trotteuse Titaÿna, le photographe Marcel Arthaud, ou encore l’actrice Régine Camier. Ces personnalités « patronnent » Sidonie. Monsieur Serge, l’écrivain Pierre Bertin, fréquentent également l’endroit. Elle jouit alors d’une certaine popularité et dans les années 1940 elle enregistre plusieurs titres pour la société Pathé, dont Le Bal des trois chandelles qu'elle lance à « l'ABC », célèbre music-hall parisien dirigé par Mitty Goldin. Sidonie continuera sa carrière de chanteuse pendant la guerre, ce qui lui vaudra quelques critiques à la Libération. 
En 1950 elle publie son recueil le plus largement diffusé, Le Bonheur du jour, préfacé par l’écrivain Pierre Mac Orlan. C’est également durant cette période des années 1940-50 qu’elle publie, et sans doute enregistre, plusieurs de ses chansons, orchestrées par René-Ernest Casabianca. En avril 1958, Solange ouvre un petit café au 32, rue Sainte-Anne qu’elle tiendra jusqu’à la fin des années soixante. Elle demeure alors non loin de son établissement, au 27, rue de Richelieu. Mais après cette date, elle tombe dans l'oubli. Elle devient concierge pendant quelques années, au 38, rue de Verneuil à Paris, et décède dans l’anonymat le 12 janvier 1973 à l’Hôtel-Dieu de Paris, à l’âge de 68 ans, « si tristelette et si pauvrette ». Elle est inhumée à Sermaize-les-Bains (Marne).

## Œuvres de Sidonie Baba

### Livres
- Entre quatre murs, préface de Joseph Delteil, bois gravés de Raymond Frizza, Maurice Sénac éditeur, 1928.
- Missel profane, préface de Léon-Paul Fargue, La Typographie, 1937.
- Le Bonheur du jour, préface de Pierre Mac Orlan, ill. de G. Lepape, frontispice de Louis Touchagues, Nouvelles éditions latines, 1950.

### Pièces
- Les Deux Fous, conte lyrique en 3 actes, joué à Paris, salle de géographie, les 5 et 6 juin 1926.

### Articles
- L’Opinion, numéro du 30 mars 1929 et du 27 avril 1929
- Bagatelle, no 342 du 23/04/1936
- Midinette, no 252 du 11/09/1931
- Le sourire, no 1173 du 04/07/1936 et no 993 du 14/03/1936
- Paris Soir, no 406 du 17/08/1941
- Le Monde et la Vie, « Les souvenirs de Sidonie Baba », no 151 de décembre 1965
- L'intransigeant

### Musique

#### Partitions
- Les p’tits sabots, chanson/parole de S. Duvernon, musique de René-Ernest Casbianca et de S. Duvernon, édition Frizza.
- Je suis la femme du pendu, chanson/parole de S. Duvernon, musique de René-Ernest Casbianca et de S. Duvernon, édition Frizza, 1947.
- Dans un château du bois dormant, chanson/parole de S. Duvernon, musique de René-Ernest Casbianca et de S. Duvernon, Marcel Billan éditeur, 1947.

#### Enregistrement
- 78 tours de 1940, Pathé (PA 1633), paroles et chansons de Sidonie Baba, direction Lazaux : Le p’tit mari (face 4439)/ Le bal de trois chandelles (face 4593)[12].
- Zou le midi Bouge / Arènes joyeuses, opérette, musique de Vincent Scotto, livret de René Sarvil et R. Vinci. Le 8 décembre 1934 à l’Alcazar. Sidonie interprète Théréson, voir site consacré aux opérettes de Sarvil.

## Source
- Émissions de Jean-Christophe Averty du 18 janvier 1986 et du 1er février 1986.